# Jeroen Billiet
Jeroen Billiet (Tielt, 1977) is een Belgisch hoornist, artistiek onderzoeker en docent met specialisatie in de authentieke uitvoeringspraktijk.

## Biografie
Jeroen Billiet studeerde bij Luc Bergé aan het Koninklijk Conservatorium van Gent en aan het Koninklijk Conservatorium van Brussel, waar hij in 2001 met grote onderscheiding slaagde voor het meesterexamen hoorn. Billiet vervolmaakte zijn studies o.a. bij Froydis Ree Wekre, Claude Maury, Uli Hübner en Anthony Halstead en deed orkestervaring op bij verscheidene professionele Belgisch orkesten. Hij specialiseerde zich al tijdens zijn conservatoriumstudies in het bespelen van historische hoorntypes.
Jeroen Billiet is solist bij internationale topensembles als le Concert d'Astrée (Emmanuelle Haim), les Talens Lyriques (Christophe Rousset) en B'Rock Gent. Hij was voorheel solo-hoorn bij onder meer Il Fondamento (Paul Dombrecht), les Musiciens du Louvre-Grenoble (Mark Minkowski) en Insula Orchestra (Laurence Equilbey). Billiet is tevens mede-oprichter van het hoornistencollectief Mengal Ensemble.
Sinds 2002 is hij leraar hoorn aan het Stedelijk Conservatorium van Brugge. In juni 2008 verwierf Jeroen Billiet con brio de titel 'Laureaat van het Orpheus Instituut' voor zijn proefschrift 200 years of Belgian Hornschool? A Comprehensive Study of the Horn in Belgium, 1789-1960. Sinds 2009 is hij docent aan het Koninklijk Conservatorium Antwerpen en sinds 2015 onderzoeker en docent aan de School of Arts/Koninklijk Conservatorium van de Hogeschool Gent (Koninklijk Conservatorium Gent). In juli 2019 was Jeroen Billiet host van het 51ste International Horn Symposium te Gent en verwierf hij de Punto Award van de International Horn Society voor zijn bijdrage voor het hoornspelen in België. In maart 2021 behaalde hij met zijn studie Brave Belgians of the Belle Epoque, a Study of the late-Romantic Ghent Horn Tradition het doctoraat in de kunsten aan de Universiteit Gent.
Sinds september 2021 is Jeroen Billiet hoofdvakdocent hoorn en natuurhoorn aan het Koninklijk Conservatorium Brussel.